# Ярыгино (Смоленская область)
Ярыгино — деревня в Сычёвском районе Смоленской области России. Входит в состав Субботниковского сельского поселения. Население — 16 жителей (2007 год). 
Расположена в северо-восточной части области в 15 км к востоку от Сычёвки, в 12 км восточнее автодороги Р134 «Старая Смоленская дорога» Смоленск — Дорогобуж — Вязьма — Зубцов, на берегу реки Гжать. В 16 км западнее деревни расположена железнодорожная станция Сычёвка на линии Вязьма — Ржев. 

## История
В годы Великой Отечественной войны деревня была оккупирована гитлеровскими войсками в октябре 1941 года, освобождена в марте 1943 года. Около Ярыгино в августе 1942 года погиб известный карачаевский поэт И. З. Каракетов.